# ペトレル (砲艦・初代)
ペトレル (USS Petrel) は南北戦争時のアメリカ合衆国海軍の艦艇。tincladと呼ばれる浅吃水の砲艦の一隻。tincladには番号が振られており、「ペトレル」は5である。
「ペトレル」は船尾外輪船で、トン数226トン。兵装は24ポンドダールグレン滑腔砲8門であった。
元は「Duchess」という名前で、完成後ピッツバーグからシンシナティへの航海を行い、そこで1862年12月22日に26000ドルで購入され、「ペトレル」となった。「ペトレル」は改装と兵装搭載後、John Pearceの指揮下で就役した。
1963年4月29日から5月1日にヤズー川への遠征が行われ、「ペトレル」はその部隊の一隻であった。遠征部隊は4月29日にChickasaw Bayouまで進み、翌日ヤズー川を遡行したが、「ペトレル」はOld Riverに残った。
5月21日、「ペトレル」他5隻はHaynes' Bluffからヤズーシティへ向かった。砲艦がヤズーシティに近づくと、同地の南軍は捕獲を避けるため3隻の船を破壊するなどした。5月24日から30日にかけて「ペトレル」ほか4隻はヤズー川やサンフラワー川を遡行し、製材所や船を破壊するなどした。
7月12日にTimberclad「Conestoga」とtinclad「Forest Rose」、「ペトレル」、「Manitou」、「Rattler」はレッド川河口を出発し、ブラック川、テンソー川を遡行してテンソー湖に達した。この部隊の目的は、逃げた船の捕獲や不正規軍によるミシシッピ川の水上交通に対する攻撃を中断させることなどであった。テンソー湖到着時に2隻の船を発見したが逃げられた。テンソー湖からはtincladは二手に分かれ、「Forest Rose」、「ペトレル」はテンソー川を遡航して「Elmira」（139トン）を捕えた。一方、もう2隻の方は「Louisville」を捕えた。7月14日、「ペトレル」は捕獲船をレッド川河口へ護送した。
1864年1月の第1週、ミシシッピ川で南軍部隊により汽船「Delta」と「Belle Creole」が攻撃された。その報を受け「ペトレル」が現場に着いた時には敵は去った後であったが、放棄されていた渡し舟を破壊した。
2月、「ペトレル」は「Romeo」、「Exchange」、「Prairie Bird」、「Marmora」とともに陸海軍によるヤズー川遠征に参加。2月3日、遠征部隊はLiverpool付近で南軍と交戦し、「ペトレル」は砲弾4発を受けたが損害はなかった。2月9日、南軍が一時的に去っていたヤズーシティを占領。遠征部隊は2月14日にグリーンウッドに着き、砲艦乗組員は450梱ほどの綿花を集めた。2月28日、ヤズーシティに戻る。3月5日、南軍がヤズーシティを攻撃し、「ペトレル」と「Marmora」は砲撃を行った。その後、北軍はヤズーシティから撤収した。
4月17日、北軍のHiram Scofieldはヤズーシティ攻略を命じられる。彼はまた現地の先任海軍士官McElroyの協力を得るよう命じられており、4月21日にMcElroyへ手紙を送ったが、その時McElroyの「ペトレル」はビッグ・サンフラワー川へ行っていたため「Prairie Bird」に届けられた。「Prairie Bird」はビッグ・サンフラワー川へ向かい「ペトレル」と合流。それから2隻はヤズーシティへ向ったところ、Liverpool Hights付近で陸軍部隊と遭遇し、Scofieldからヤズーシティの偵察を頼まれた。汽船「Freestone」とともにヤズーシティへ向かった「ペトレル」と「Prairie Bird」はそこにいた南軍から攻撃を受け、「ペトレル」は上流に、「Prairie Bird」は下流に逃れた。南軍側は「ペトレル」を捕えるべく行動を開始し、4月22日の午後に「ペトレル」に対する攻撃を開始。動きだした「ペトレル」は砂州に乗り上げてしまった。そこから離れようとしている間に「ペトレル」は被弾する。一発目は蒸気パイプを切断し、機関が動かなくなった。2発目は弾薬庫に命中し、爆発は起きなかったものの弾薬供給が阻害された。続いて艦尾に被弾しボイラーが爆発すると、2名を除く士官全員と無傷の乗員は岸へ逃げた。艦に残ったMcElroy以下3名は負傷者をが岸へ移るのを助け、それから艦に火を放ったが、川を渡り「ペトレル」を取り囲んだ南軍はMcElroyを降伏させ、「ペトレル」に乗り込み火を消した。13名が死亡するか捕虜となり、53名が「Prairie Bird」の元まで逃げた。「ペトレル」は食料、兵器、備品等が運び出された後、燃やされた。